# Ilybius jimzim
Ilybius jimzim là một loài bọ cánh cứng trong họ Bọ nước. Loài này được Larson miêu tả khoa học năm 1996.